# Rumboci
Rumboci su naseljeno mjesto u općini Prozor-Rama, Federacija Bosne i Hercegovine, BiH.

## Povijest
Nakon potopa doline Rame šezdesetih godina prošlog stoljeća, dio Rumboka ostao je na suhom, a stanovnici pogođeni potopom odselili su većinom u Požegu, Zagreb i okolicu Kutine. Stanovništvo je orijentirano na poljoprivredu, iako postoji velik prostor za razvoj turizma. 
Kao i cijeli kraj, Rumboci su oduvijek bili administrativno usmjereni prema Mostaru, za neke potrebe i Splitu i Makarskoj. Tako je ostalo i nakon Domovinskog rata u kojemu su Rumbočani aktivno sudjelovali.

## Kultura
- spomenik Vejsilu Keškiću, otkriven 2010.[2]

## Stanovništvo

### Popisi 1971. – 1991.
| Rumboci            |                |                |                |
| godina popisa      | 1991.          | 1981.          | 1971.          |
| Hrvati             | 1.618 (97,76%) | 1.537 (97,21%) | 1.201 (96,23%) |
| Muslimani          | 33 (1,99%)     | 43 (2,71%)     | 45 (3,60%)     |
| Srbi               | 0              | 0              | 0              |
| Jugoslaveni        | 0              | 0              | 0              |
| ostali i nepoznato | 4 (0,24%)      | 1 (0,06%)      | 2 (0,16%)      |
| ukupno             | 1.655          | 1.581          | 1.248          |

### Popis 2013.
| Rumboci            |                |
| godina popisa      | 2013.          |
| Hrvati             | 1.347 (99,78%) |
| Bošnjaci           | 0              |
| Srbi               | 0              |
| ostali i nepoznato | 3 (0,22%)      |
| ukupno             | 1.350          |

## Sport
- NK Rumboci, bivši nogometni klub

## Poznate osobe
- fra Jure Šarčević, provincijal Hrvatske kapucinske provincije i predsjednik Hrvatske konferencije viših redovničkih poglavara i poglavarica (HKVRPP)[4]